# NB-13 Partizan
NB-13 Partizan (Naoružani brod-13 — Вооружённый корабль-13 «Партизан») — патрульный корабль партизанских военно-морских сил Югославии. Ранее использовался как рыболовное судно. В партизанском флоте появился, предположительно, после капитуляции Италии в сентябре 1943 года.
9 октября 1944 NB-13 вместе с PČ-2 атаковали немецкий корабль «Ангелина» около острова Паг. В ходе перестрелки были ранены два югославских моряка, а немецкое судно было потоплено (3 немецких моряка погибли, 9 попали в плен). Сразу же после этого ими без боя был захвачен корабль «Адриана».
20 ноября 1944 у острова Олиб по ошибке разбомблен британской авиацией и потоплен.